# دورة اللولب
التفاف البرغي (بالإنجليزية: The Turn of the Screw)‏ نشرت أصلا في عام 1898، هي رواية قوطية عن الأشباح بقلم هنري جيمس.
أصبحت الرواية مفضلة لدى الأكاديميين بسبب محتواها المبتكر. تم وضع تفسيرات مختلفة للرواية، وغالبا ما يستبعد بعضها بعضا. وحاول العديد من النقاد تحديد الطبيعة الدقيقة للشر الذي ألمحت إليه القصة. ومع ذلك، رأى آخرون أن الذكاء الحقيقي للرواية يأتي من قدرتها على خلق الارتباك والتشويق للقارئ.

## معرض صور

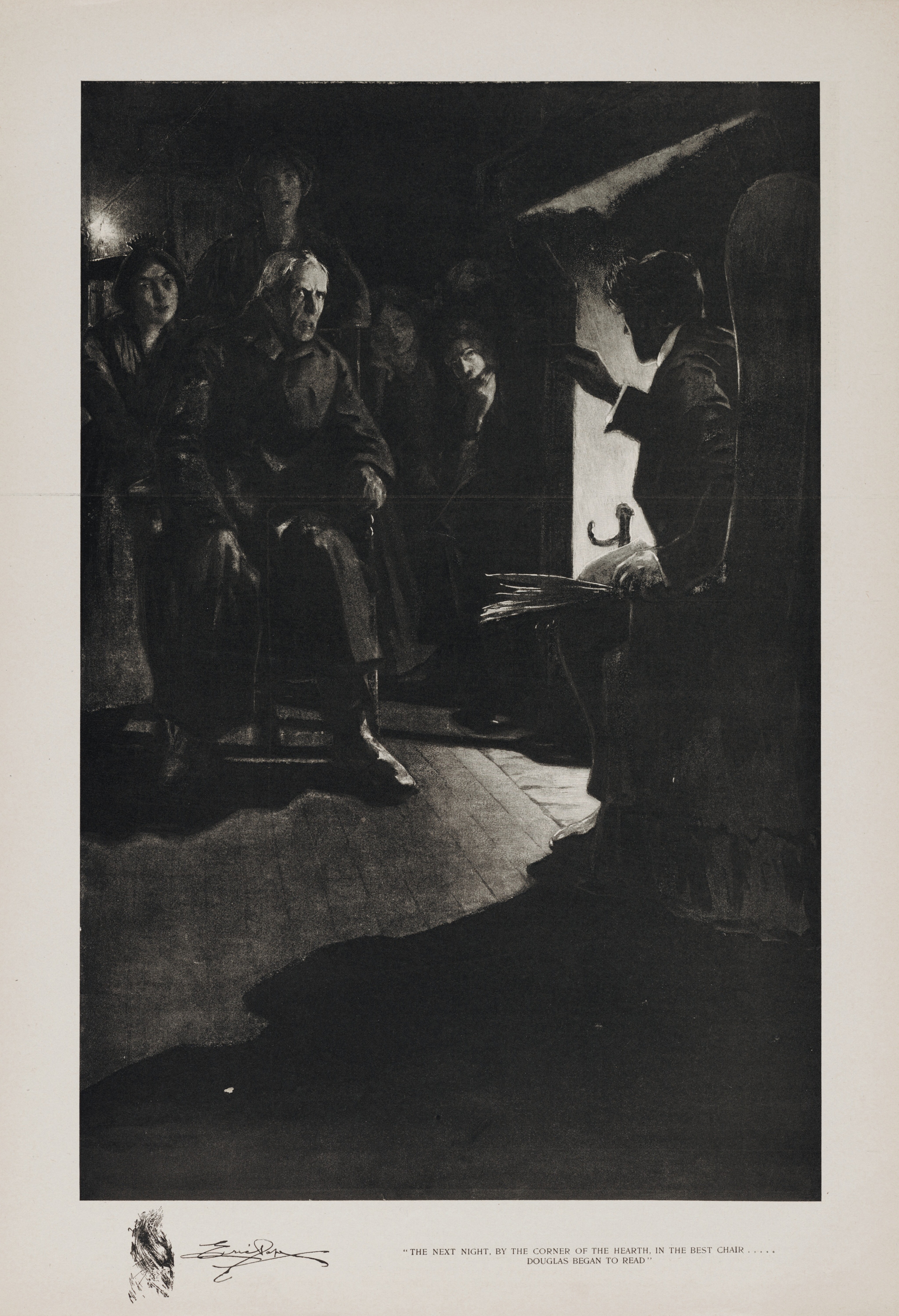
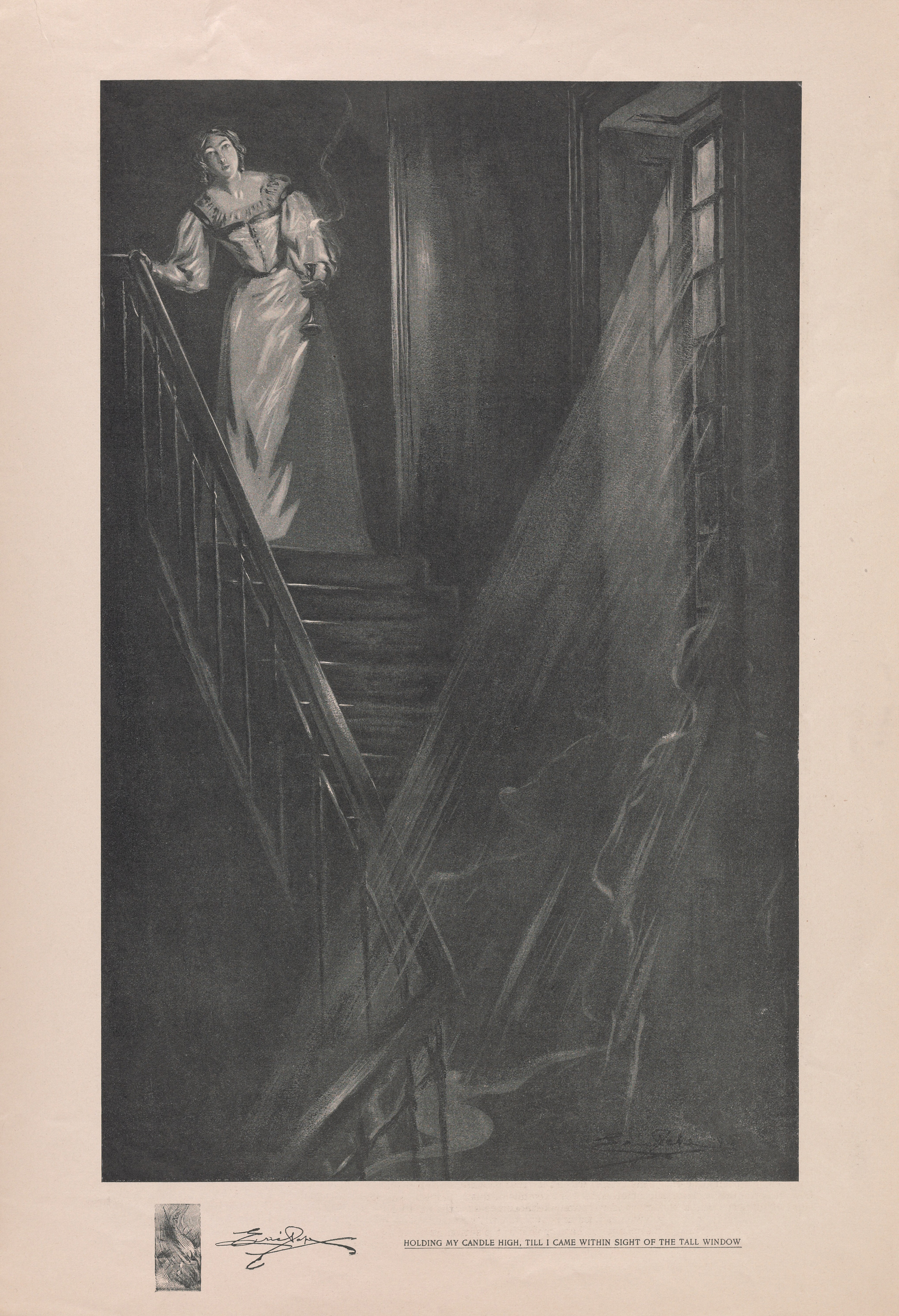
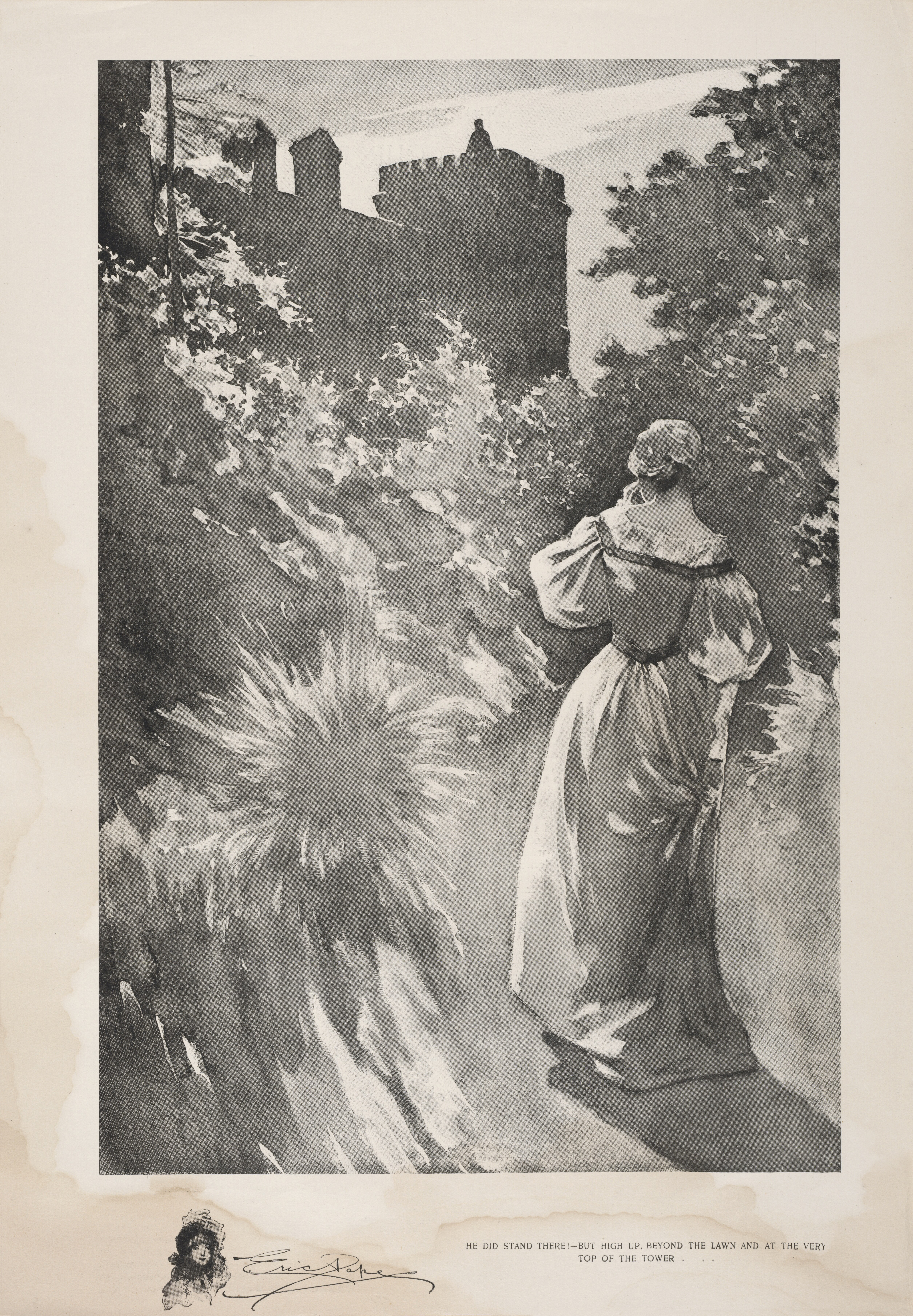
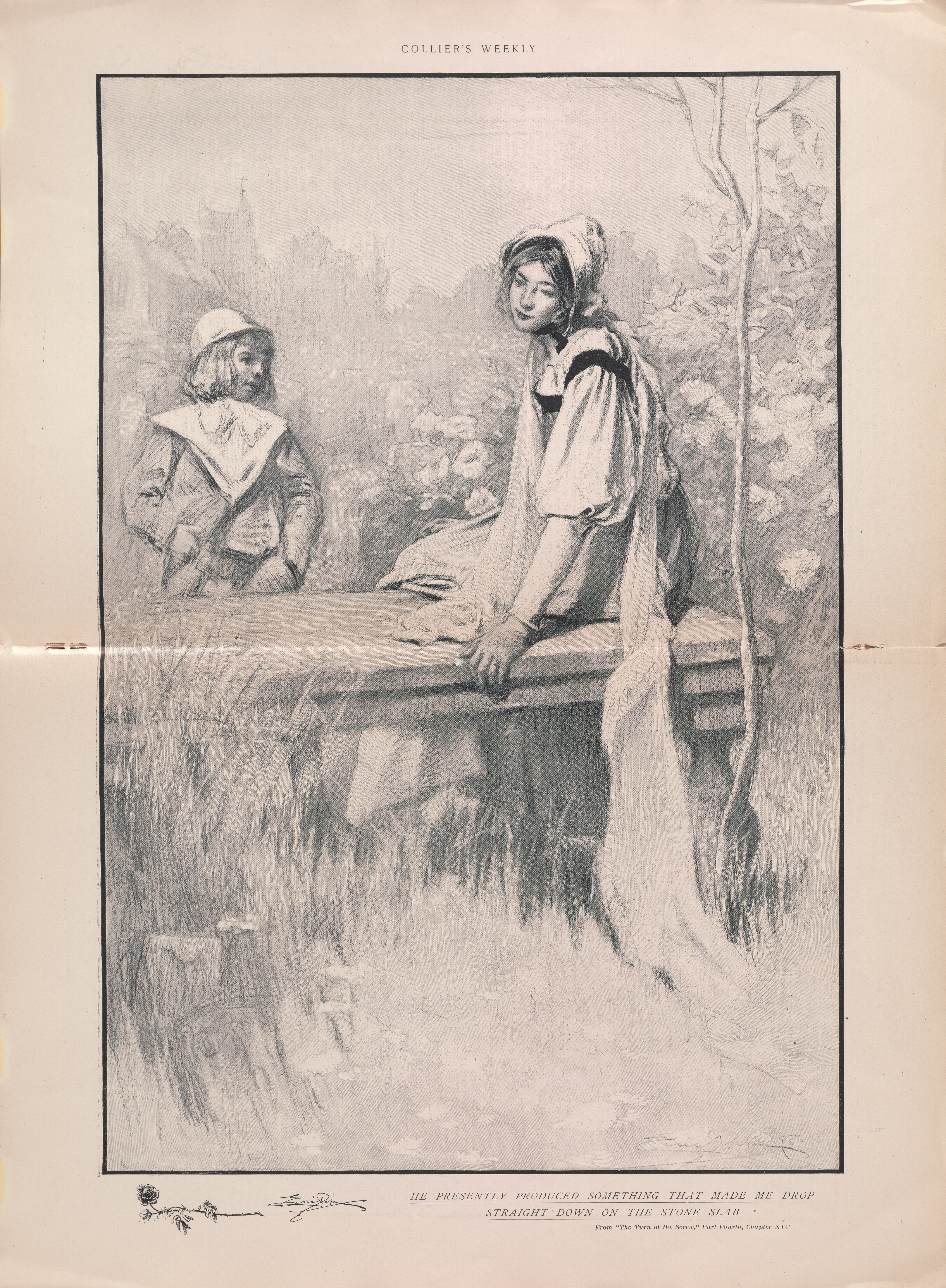
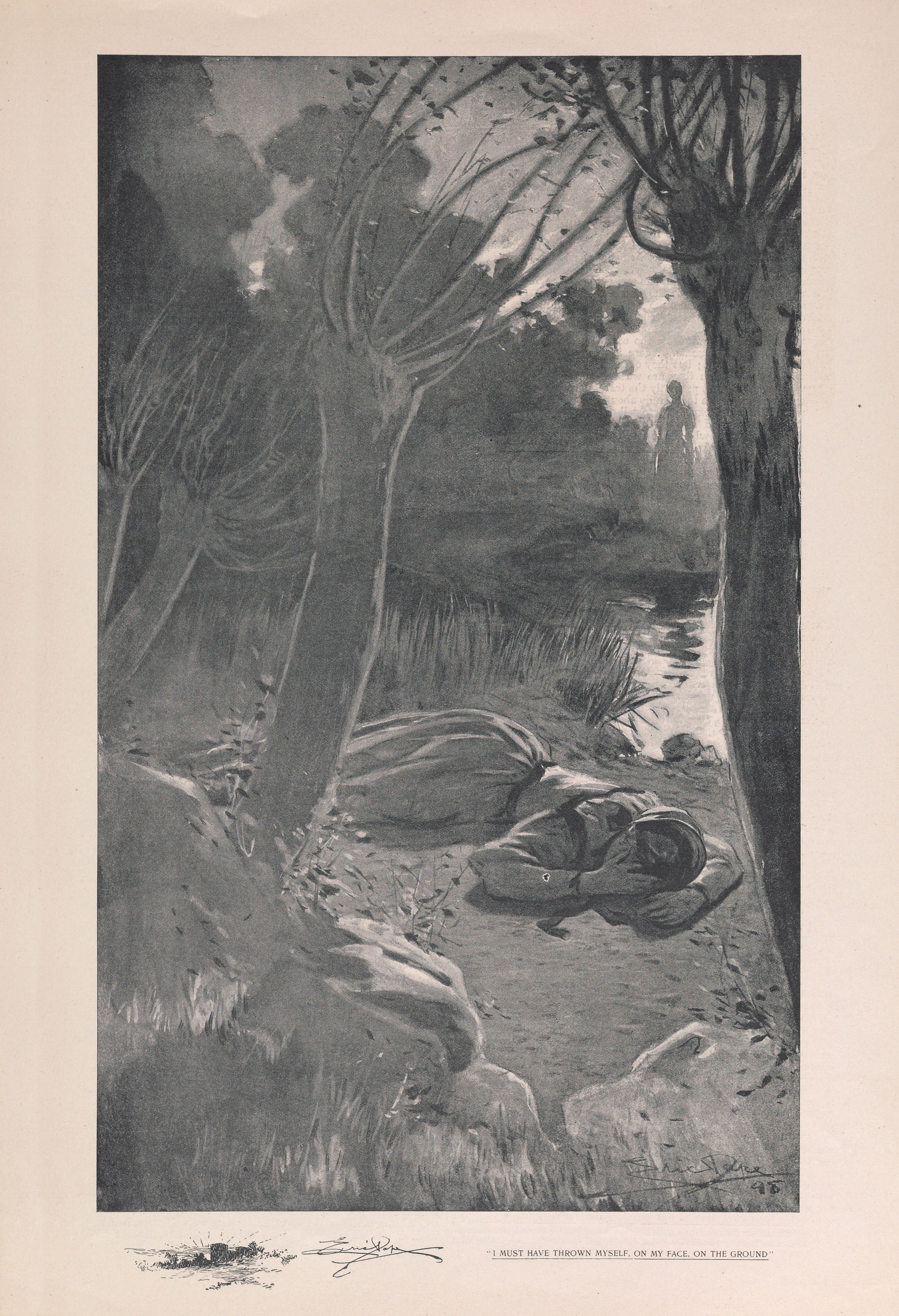

## روابط خارجية
- دورة اللولب على موقع الموسوعة البريطانية (الإنجليزية)